# Ennyi!
Az Ennyi! (eredeti címe: State and Main) 2000-es amerikai vígjáték, írta és rendezte David Mamet. A főszerepben William H. Macy, Sarah Jessica Parker, Alec Baldwin és Philip Seymour Hoffman. A film 2000. augusztus 26-án debütált a Montreali Filmfesztiválon. Az Egyesült Államokban december 22-én kezdték vetíteni a mozikban. Magyar mozibemutatója nem volt a filmnek, Magyarországon 2007. március 2-án volt látható először televízióban.

## Cselekmény
Walt és stábja új helyszínt keres Az öreg malom című film forgatására Vermont államban. A költségvetésük nagyon szűkös, ráadásul a főszerepet játszó színészük, Bob Beringer, fiatal lányokra való hajlamát is takargatniuk kell. Waltnak Waterfordra esik a választása, mert van saját malmuk, és nem kell díszletnek megépíteni. 
A stáb berendezkedik a hotelban, és szerződést köt a polgármesterrel, azonban nagyon gyorsan kiderül, hogy a waterfordi malom negyven évvel ezelőtt leégett. Walt megkéri Joe White-ot, hogy azonnal írja át a forgatókönyvet, amíg ő a női főszereplő, Claire lelkét ápolgatja. Joe a kisvárost járva megismerkedik a könyvesbolt eladójával, Ann-nel, aki inspirálóan hat rá. Ann és Joe közel kerülnek egymáshoz, ezért Ann kirakja a politikai karriert dédelgető vőlegényét, Dougot. Mikor Doug megtudja, hogy Ann valakivel a stábból találkozgat, minden eszközt megragad, hogy akadályozza a forgatást.
Claire visszautasítja, hogy meztelen jelenetet forgassanak vele, annak ellenére, hogy ennek tudatában írta alá a szerződést. Mikor a színésznő ügynökével nem sikerül megegyezniük, Joe kiáll a nő mellett, amivel elnyeri Claire rokonszenvét. Walt utasítja a stábot, hogy szerezzenek plusz pénzt a színésznőnek, hogy hajlandó legyen vetkőzni. Los Angelesből Howie összekapar 800 ezer dollár készpénzt, és repülőre ül.
Bob Beringer megismerkedik a helyi kávézó tulajának lányával, Carlával. Carla tudja, hogy Bob kedveli a fiatal lányokat, ezért keresi az alkalmat, hogy a férfival lehessen. Az egyik kalandjuk azonban mellékvágányra fut, mikor Bob karambolozik az úton, és kidönt egy közlekedési lámpát. A balesetben mindketten könnyen megsérülnek, Bob pedig utasítja Carlát, hogy tűnjön el. A férfi segítségére az éppen arra sétáló Joe White siet, aki a rendezőhöz cipeli a férfit. 
Dougnak az ügy a fülébe jut, és elfogatja a rendőrséggel Bobot kiskorú megrontásáért. Mikor a stáb ügyvédje elhajtja, hogy nincs bizonyítéka, és bepereli rágalmazásért, megfeledkeznek a polgármester vacsorameghívásáról. Kivívva így a polgármester haragját, utasítják Dougot, hogy vegyen revansot. Dougnak sikerül megtudnia, hogy Joe White is ott volt a balesetnél, így tanúként előállítható a bíróságon. Walt megígér Joe-nak mindent, csak tagadjon, és Joe először egy álbíróság előtt így is tesz. Mikor bűntudata támad, de rájön, hogy Ann ezzel csak a morális befolyásolhatóságát tesztelte, elhatározza, hogy nem fog hamisan tanúskodni a valódi tárgyalás alatt.
Walt ezalatt Howie-t fogadja Los Angelesből, aki meghozta a készpénzt. A meztelen jelenetet azonban azóta kihúzták a forgatókönyvből, így a stáb kenőpénzzel lefizeti Dougot, aki végül a per ejtését kéri, és megkezdhetik a forgatást.

## Szereplők
| Szerep                     | Színész                | Magyar hangja     |
| -------------------------- | ---------------------- | ----------------- |
| Walt Prince                | William H. Macy        | Forgács Péter     |
| Claire Wellesley           | Sarah Jessica Parker   | Hegyi Barbara     |
| Bob Barrenger              | Alec Baldwin           | Szakácsi Sándor   |
| Carla                      | Julia Stiles           | Roatis Andrea     |
| Joseph Turner White        | Philip Seymour Hoffman | Czvetkó Sándor    |
| Ann                        | Rebecca Pidgeon        | Létay Dóra        |
| Marty Rossen               | David Paymer           | Tahi József       |
| Doug Mackenzie             | Clark Gregg            | Gáspár András     |
| Sherry Bailey              | Patti LuPone           | n.a               |
| George Bailey polgármester | Charles Durning        | Makay Sándor      |
| Bill Smith                 | Lionel Mark Smith      | Vass Gábor        |
| Jack                       | Ricky Jay              | Csuha Lajos       |
| Wilson doki                | Michael Higgins        | Dobránszky Zoltán |
| Howie Gold                 | Jonathan Katz          | n.a               |
| titkárnő                   | Laura Silverman        | n.a               |
| pap                        | Michael Bradshaw       | n.a               |
| állomásmester              | J. J. Johnston         | Kajtár Róbert     |
| Caddy                      | John Krasinksi         | n.a               |

## Fogadtatás

### Kritikai visszhang
A film kiváló értékelést kapott. A Rotten Tomatoeson 85%-os minősítést ért el 118 értékelés alapján, az összefoglaló szerint: „Az Ennyi! rengeteg szellemességet és nevetést kínál a filmipar gúnyrajzaiban.” Peter Travers a Rolling Stone-tól azt írta: „Hollywood teljesen megront, és Mamet az év legjobb és legokosabb vígjátékává teszi ezt a mérgező folyamatot.” Eric Harrison a Houston Chronicle-től azt írta: „Az Ennyi! talán a tökéletes David Mamet-film azoknak, akik nem szeretik a David Mamet-filmeket. Az a jó benne, hogy a többieknek sem fog csalódást okozni.”
A MetaCritic 75 pontot adott a 100-ból 26 vélemény alapján. Kenneth Turan a Los Angeles Timestól azt írta: „Egy tipikusan okos bennfentes vígjáték, ideális szereposztással és éles írással az elejétől a végéig.” Chris Kaltenbach a Baltimore Suntól azt írta: „Vicsorgó szatíra a hollywoodi céltudatosságról és annak minden erkölcsi alap nélküliségéről.” Stephen Holden a New York Timestól azt írta: „Meglepően csiszolatlan alkotás, amit mintha színpadra írtak volna, és csak kissé módosították a képernyőre.”

### Bevételi adatok
A Box Office Mojo szerint a filmnek 9,2 millió dolláros bevétele keletkezett. A költségvetésről nincs elérhető információ.